# Botschaft Kenias in Berlin

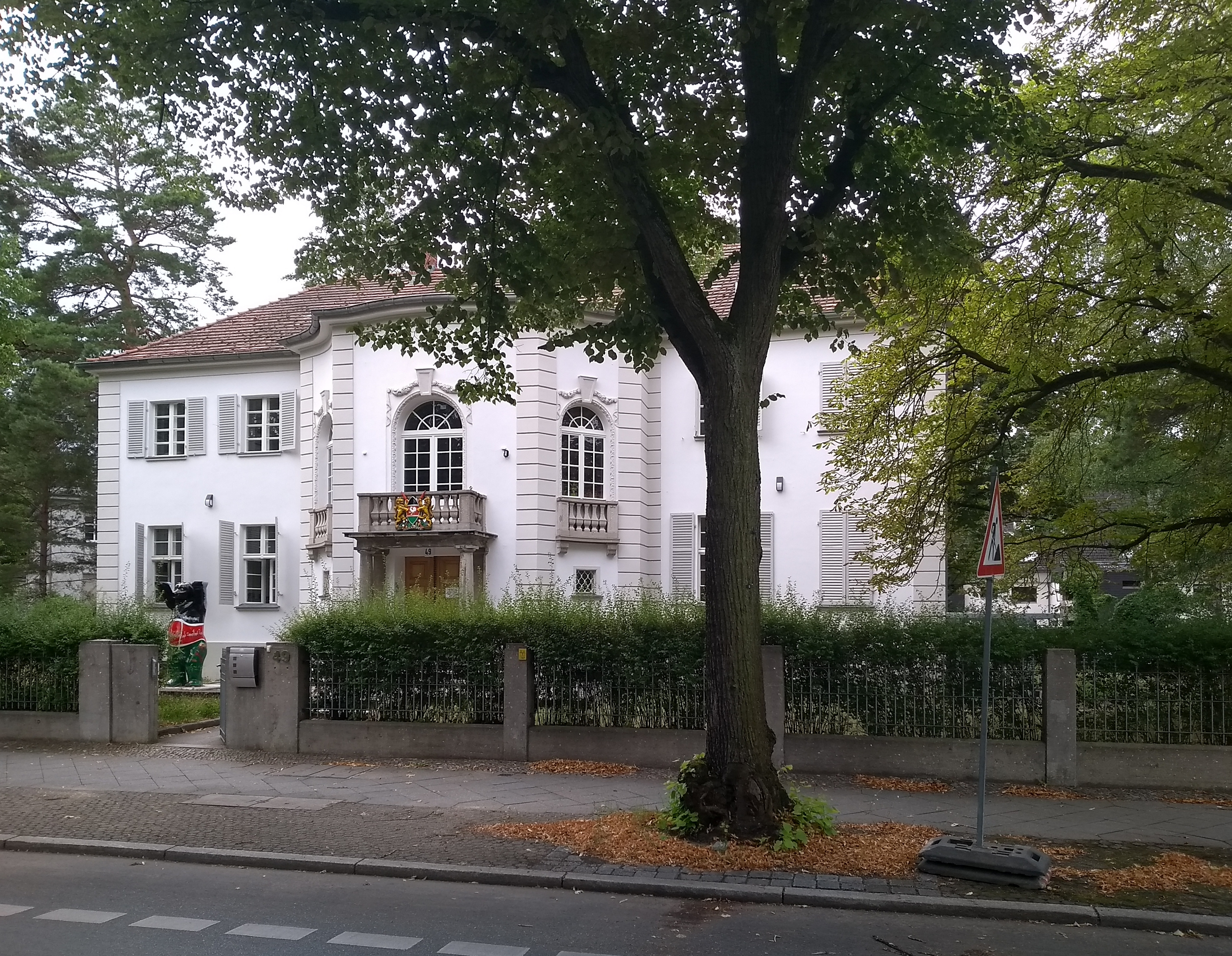
Botschaft Rheinbabenallee 49

Die Botschaft Kenias in Berlin ist die diplomatische Vertretung der Republik Kenia in Deutschland. Sie befindet sich in der Rheinbabenallee 49 im Ortsteil Dahlem des Bezirks Steglitz-Zehlendorf.
Botschafterin ist seit dem 20. März 2024 Stella Mokaya Orina. Sie ist in Polen und Tschechien zweitakkreditiert.
Kenia unterhält ein Honorarkonsulat in Hamburg.

## Geschichte der diplomatischen Beziehungen
Die britische Kronkolonie Kenia wurde am 12. Dezember 1963 unabhängig. Am 18. Dezember 1963 nahmen Kenia und die Bundesrepublik Deutschland diplomatische Beziehungen auf. Von 1964 bis 2000 befand sich die Botschaft Kenias in der Villichgasse 16 in Bonn-Bad Godesberg.
Aufgrund des Umzugs von Bundestag und Regierung nach Berlin verlegte auch die Botschaft Kenias ihren Sitz im Dezember 2000 in die neue deutsche Hauptstadt, zunächst in die Markgrafenstraße 63 in Berlin-Mitte. Heute (Stand: 2023) befindet sie sich in der Rheinbabenallee 49 in Berlin-Dahlem.
Am 19. Mai 1975  nahmen Kenia und die DDR diplomatische Beziehungen auf. Sie bestanden bis zur deutschen Wiedervereinigung im Jahr 1990. Eine Botschaft in Ost-Berlin wurde jedoch nicht eingerichtet.

## Botschafter
- Juxon Levi Madoka Shako (Dezember 1963 – September 1966), auch in Paris akkreditiert[6]
- Daniel Owino (4. Oktober 1966)[7]
- Henry Nzioka Mulli (1970–1973)[8]
- John Mwaura (1977–1982)[9]
- Phillip Gitonga (17. September 1982 bis 7. Februar 1984)
- Maurice Omwony (März 1984 – 26. Juli 1989)
- Vincent J. Ogutu-Obare (10. Oktober 1989 – 27. Dezember 1997)
- John Lepi Lanyasunya (16. Februar 1998 – Januar 2001)
- Frost Otieno Josiah (Februar 2001 bis Juni 2004)
- Harry Mutuma Kathurima (August 2005 – September 2010)
- Ken Osinde (7. September 2010 – Oktober 2014)
- Joseph Magutt (4. März 2015–2018)
- Lydiah Olesi Ojiambo (Geschäftsträgerin a. i.) (2018–2021)
- Thomas Amolo (seit 11. März 2021–2024)[10]
- Stella Mokaya Orina (seit 20. März 2024)[11]

## Gebäude
Eigentümer des Gebäudes am Platz am Wilden Eber (Rheinbabenallee 49) in Berlin-Dahlem war ab 1925 der jüdische Textilkaufmann Emil Milch, der am 20. März 1945 im KZ Theresienstadt ermordet wurde. Vor dem Haus befindet sich für ihn ein Stolperstein.